# Білоярське (Україна)
Білоя́рське —  село в Україні, у Роменському районі Сумської області. Населення становить 197 осіб. Входить до складу Вільшанської сільської громади.

## Географія
Білоярське знаходиться за 3 км від лівого берега річки Вільшанка. На відстані до 1 км розташовані села Пушкарщина, Шаповалове, Немудруї і Фартушине. По селу протікає пересихаючий струмок з загатою.

## Історія
- 12 червня 2020 року, відповідно до розпорядження Кабінету Міністрів України № 723-р «Про визначення адміністративних центрів та затвердження територій територіальних громад Сумської області», село увійшло до складу Вільшанської сільської громади[1].
- 19 липня 2020 року, в результаті адміністративно-територіальної реформи та ліквідації  Недригайлівського району, громада увійшла до складу новоутвореного Роменського району[2].

## Населення

### Мова
Розподіл населення за рідною мовою за даними перепису 2001 року:
| Мова       | Кількість | Відсоток |
| ---------- | --------- | -------- |
| українська | 196       | 99.49%   |
| російська  | 1         | 0.51%    |
| Усього     | 197       | 100%     |